# Rosanna (rivier)
De Rosanna is een rivier in de Oostenrijkse deelstaat Tirol. De rivier ontspringt in de Verwall in het grensgebied met Vorarlberg, waarna de rivier in noordoostelijke richting door het Verwalltal stroomt richting St. Anton am Arlberg. Vanaf hier volgt de Rosanna het Stanzertal tot bij de inmonding van het Paznauntal in dit dal. Hier voegt de Rosanna zich bij de Trisanna samen tot de Sanna, die vervolgens bij Landeck in de Inn uitmondt.